# سفارت کره جنوبی در واشینگتن
سفارت کره جنوبی در واشینگتن (به انگلیسی: Embassy of South Korea) یک سفارت در ایالات متحده آمریکا است که در واشینگتن، دی.سی. واقع شده‌است.